# Hermonassa lunata
Hermonassa lunata là một loài bướm đêm trong họ Noctuidae.